# Historia Regum Anglorum et Dacorum
La Historia Regum Anglorum et Dacorum, o més simplement Historia Regum, és una compilació històrica anglesa atribuïda a Simeó de Durham. Reuneix material que abarca des de la mort de Beda fins al 1129. Sobreviu només un manuscrit compilat a Yorkshire de mitjans o finals del segle xii, malgrat els fets que descriu son anteriors. La Historia Regum s'utilitza sovint com a font per a la història medieval d'Anglaterra i de Northúmbria.

## Procedència
El text es troba en el manuscrit Cambridge, Corpus Christi College, MS 139, folios 51v-129v, escrit a finals del segle xii. Malgrat aquest manuscrit anomeni com a autor a Simeó de Durham a l'íncipit i l'éxplicit del document, els historiadors moderns qüestionen l'autoria de Simeó o bé la consideren directament espúria. A part de no ser una obra històrica original, algunes evidències fan que sigui altament improbable que la Historia Regum fos escrita pel mateix autor del Libellus de Exordio, considerat de l'autoria Simeó.